# توري بلاك
توري بلاك (بالإنجليزية: Tori Black)‏ وإسمها الحقيقي ميشيل تشابمان (بالإنجليزية: Michelle Chapman)‏ وهي ممثلة إباحية أمريكية، ولدت في يوم 26 أغسطس 1988 في مدينة سياتل، واشنطن في الولايات المتحدة بدأت بعرض الأفلام الإباحية في 2007 ومثلت منذ ذلك الوقت أكثر من 300 فلم إباحي، وقد قالت عنها مجلة لودد أنها أكثر عارضة لها ميزات وجهية ورشحتها مجلة كومبليكس مع أفضل 100 ممثلة إباحية على قيد الحياة.

## روابط خارجية
- توري بلاك على موقع IMDb (الإنجليزية)
- توري بلاك على موقع روتن توميتوز (الإنجليزية)
- توري بلاك على موقع ألو سيني (الفرنسية)
- توري بلاك على موقع أول موفي (الإنجليزية)
- توري بلاك على موقع ديسكوغز (الإنجليزية)
- توري بلاك على موقع قاعدة بيانات الفيلم (الإنجليزية)
- توري بلاك على موقع كينوبويسك (الروسية)